# Сухі Ляди
Сухі Ляди (рос. Сухие Ляды) — присілок Велізького району Смоленської області Росії. Входить до складу Будницького сільського поселення.
Населення — 5 осіб (2007 рік). 